# El Desengaño, Campeche
El Desengaño är en ort i Mexiko.   Den ligger i kommunen Candelaria och delstaten Campeche, i den sydöstra delen av landet, 900 km öster om huvudstaden Mexico City. El Desengaño ligger 96 meter över havet och antalet invånare är 930.
Terrängen runt El Desengaño är platt. Runt El Desengaño är det glesbefolkat, med 11 invånare per kvadratkilometer. El Desengaño är det största samhället i trakten. I omgivningarna runt El Desengaño växer i huvudsak städsegrön lövskog.